# 手石島
手石島（ていしじま）とは静岡県伊東市沖に所在する無人島。汐吹崎の北北東の沖の相模灘にある。握り拳に似ていることが名前の由来である。

## 地勢
- 面積 約0.015 km2
- 標高 最高29m
- 汐吹崎の北北東700m 沖合

## 概要
手石島には航行の安全を祈願し弁財天が祭られている。手石島の南東端には子手石島という岩礁があり、その形から、1996年に伊東青年会議所がゴリラ岩と名づけた。
手石島は磯釣りの穴場になっている。付近はダイビングスポットとして知られており、定置網漁も行われている。
1989年（平成元年）7月13日、群発地震と火山性微動の末、手石島の北北西沖1kmで海底噴火が起こり、轟音とともに灰黒色の噴煙が立ち昇った。海底火山は手石海丘と名づけられた。
以来、手石島には東京大学地震研究所の強震計と地磁気を測る地震観測装置が設置された。